# Petapahan (Lubuk Pakam)
Petapahan is een bestuurslaag in het regentschap Deli Serdang van de provincie Noord-Sumatra, Indonesië. Petapahan telt 2082 inwoners (volkstelling 2010).